# Багдадские евреи
Багдадские евреи — этническая группа евреев Индии, эмигрировавших из Ирака (в основном из Багдада) в середине XVIII века и поселившихся в портовых городах Индии Сурат и Мумбаи.
К началу XIX века община пополнилась евреями из Багдада, Басры и Халеба и постепенно расселились по другим городам Индии — Калькутте, Мадрасе и Пуне. Члены общины достигли успехов в торговле, армии и государственном аппарате Индии. Они были очень активны в общественной и культурной жизни евреев Индии — кочинских евреев и Бней-Исраэль, познакомив их с культурой евреев Ближнего Востока и Европы. Багдадские евреи основали типографии, печатавшие книги на иврите, основали еврейские школы и синагоги.
Кроме евреев — выходцев из Ирака, в общину входили также евреи из других стран — Ирана, Афганистана, Йемена и Сирии. В XIX веке значительная часть общины переселилась в Юго-Восточную Азию, основав общины в Янгоне, Сингапуре, Пинанге, Шанхае и Бангкоке.
Разговорные языки багдадских евреев — английский и багдадская разновидность еврейско-иракского диалекта арабского языка.
В настоящее время количество багдадских евреев оценивается в 4000 человек — в Израиле, Индии, Европе, США, Канаде, Австралии и Пакистане.